# Taoyuan International Baseball Stadium
O Taoyuan International Baseball Stadium é um estádio de beisebol localizado em Taoyuan, em Taiwan, foi inaugurado em 2010, tem capacidade para 20.000 espectadores, é a casa do time Lamigo Monkeys da Chinese Professional Baseball League.